# Edvard Eriksen

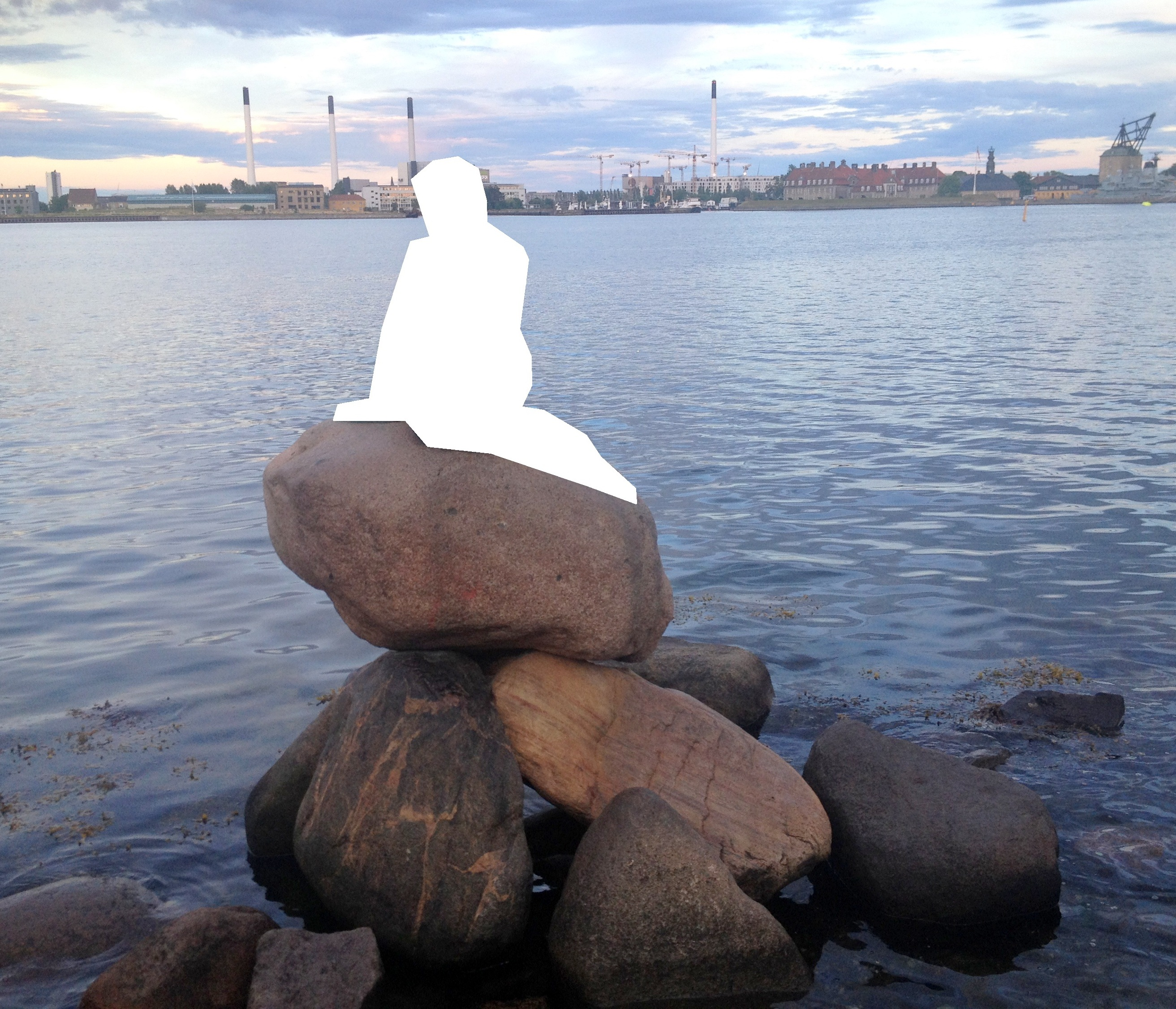
Den lille havfrue, som inte fritt får avbildas före 2030, eftersom Danmark saknar panoramafrihet.

Edvard Christian Johannes Eriksen, född 10 mars 1876 i Köpenhamn, död 12 januari 1959 i Köpenhamn, var en dansk skulptör.
Edvard Eriksen var elev vid Det Kongelige Danske Kunstakademi i Köpenhamn 1894–99. Han utförde allegoriska skulpturer till Kristian IX och drottning Louises sarkofager i Roskilde domkyrka 1910–18. Bland övriga verk märks Målarkonsten och Bildhuggarkonstens genier för Glyptoteket i Köpenhamn.
Han är mest känd för skulpturen Den lille havfrue på Langelinie i Köpenhamn, en hyllning till dansösen Ellen Price. Denna får ännu inte avbildas, eftersom Danmark saknar panoramafrihet.